# Marek Jawor

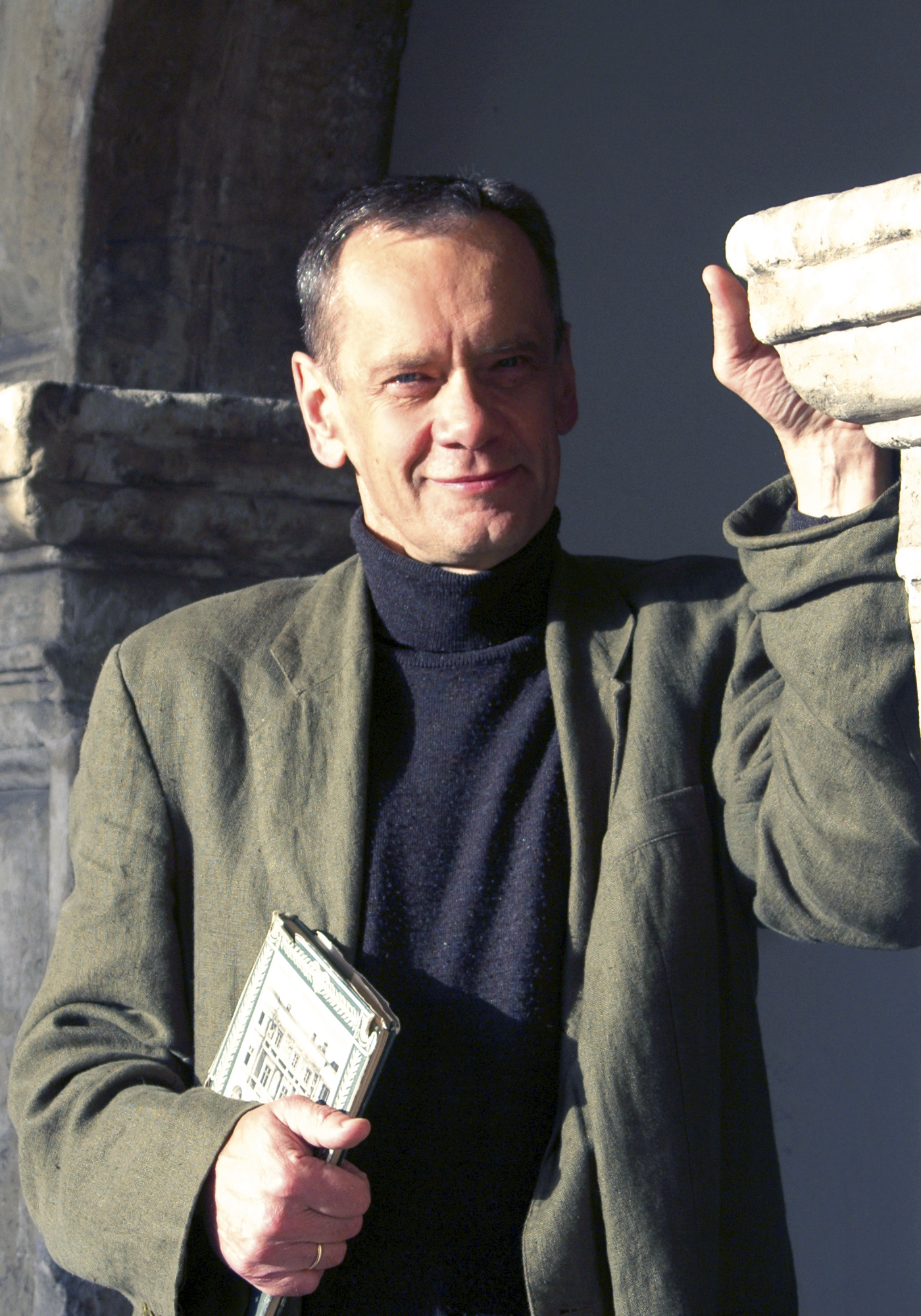
Marek Jawor, fot. Justyna Jastrun

Marek Jawor (ur. 8 października 1954 w Zamościu, zm. 11 grudnia 2021) – polski dziennikarz, wydawca, fotografik, społecznik.
Autor kilkudziesięciu publikacji poświęconych Zamościowi i Roztoczu, m.in. unikatowego albumu „Zamość – miasto idealne” (2006, 2010, 2013) oraz przewodnika po Zamościu. Inicjator i prezes Lokalnej Organizacji Turystycznej „Zamość i Roztocze”.

## Życiorys
Był działaczem PTTK i przewodnikiem turystycznym. Pracował w Wydziale Kultury, Kultury Fizycznej i Turystyki Urzędu Miasta, a następnie w Wojewódzkim Domu Kultury. Na przełomie lat 70. i 80. wykonał dokumentację fotograficzną zabytków Zamojszczyzny, a w 1980 (wraz ze Stanisławem Orłowskim i Marianem Siegieńczukiem) zorganizował wielką wystawę „Zamość w obiektywie dwóch pokoleń”, na której pierwszy raz pokazano stare zdjęcia Zamościa z przełomu XIX i XX w. W latach 1990–1999 był dziennikarzem i fotoreporterem „Tygodnika Zamojskiego”. W 1993 roku kandydował do Sejmu z ramienia Kongresu Liberalno-Demokratycznego (był sekretarzem oddziału wojewódzkiego).

## Publikacje
- 80 lat energetyki zamojskiej (1999)
- Zamość. Przewodnik dla Ciebie (2001, 2003, 2008)
- Zamość – miasto idealne (2006, 2010, 2013)
- Horyniec i okolice (2008)
- Twierdza Zamość. Dzieje i renowacja fortyfikacji (2009)
- Roztocze. Miniprzewodnik (2010)
- Drogowskazy wiary (2011)
- Ziemia Janowska (2012)